# Hi-Q
Hi-Q è stato un gruppo musicale rumeno formatosi nel 1996 e scioltosi nel 2014.

## Storia del gruppo
Dă muzica mai tare!!!, secondo album in studio, è stato certificato disco d'oro dalla Uniunea Producătorilor de Fonograme din România per aver superato la soglia delle 35 000 copie vendute.
Gli Hi-Q sono stati candidati per la prima volta agli MTV Romania Music Awards nell'edizione del 2005, anno in cui si sono contesi tre riconoscimenti. L'anno successivo hanno condotto la cerimonia, mentre nel 2007 hanno gareggiato nella categoria di miglior gruppo con Razna.

## Formazione
- Mihai Sturzu (1996-2014)
- Florin Grozea (1996-2014)
- Dana Nălbaru (1996-2003, 2010-2014)
- Nicoleta Drăgan (2003-2008)
- Anya Buxai (2008-2010)

## Discografia

### Album in studio
- 1999 – ...urasQbesc
- 2001 – Dă muzica mai tare!!!
- 2002 – Pentru prieteni
- 2004 – O mare de dragoste
- 2006 – Razna
- 2012 – Când zâmbești

### Singoli
- 2003 – Mai dulce
- 2008 – Altcineva
- 2008 – Asa-s prietenii
- 2009 – Hello, Say Hello
- 2009 – Lose You
- 2010 – Fara lacrimi inima
- 2010 – Ice of You
- 2010 – The One
- 2010 – Inca o data
- 2011 – Amanta (Sa dansati, sa va distrati) (con Gică Petrescu)
- 2011 – Ochii verzi
- 2011 – Un minut
- 2013 – Luni
- 2013 – Inimi SRL